# Madau

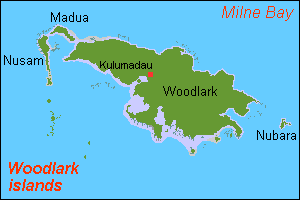
Mapa de las islas Woodlark, mostrando la isla Madau

Madau es una isla del grupo de las Woodlark, en el Mar de Salomón y la provincia de Bahía Milne de Papúa Nueva Guinea.

## Geografía
Se encuentra a unos 100 metros del extremo noroeste de la isla Woodlark. Su superficie es de 32 km². El punto más alto es de 7 metros sobre el nivel del mar.
En el censo de población de 2000, la isla tenía 758 habitantes. 307 estaban en el pueblo principal de Madau, ubicado en el centro de la isla; 237 en Muneiveyova en el norte; y 178 en Boagis en el sur.

## Historia natural
Sólo se encuentra una especie de mamífero en la isla: el cuscús de Woodlark (Phalanger lullulae). 